# Sand Lake (Michigan)
Sand Lake – wieś w Stanach Zjednoczonych, w stanie Michigan, w hrabstwie Kent.